# پل ریویر
 پل ریویر (انگلیسی: Paul Revere؛ ۱ ژانویهٔ ۱۷۳۵ – ۱۰ مهٔ ۱۸۱۸) یک نقره‌کار، حکاک، صنعتگر و عضو سازمان پسران آزادی، اهل ایالات متحده آمریکا بود.